# Kafes

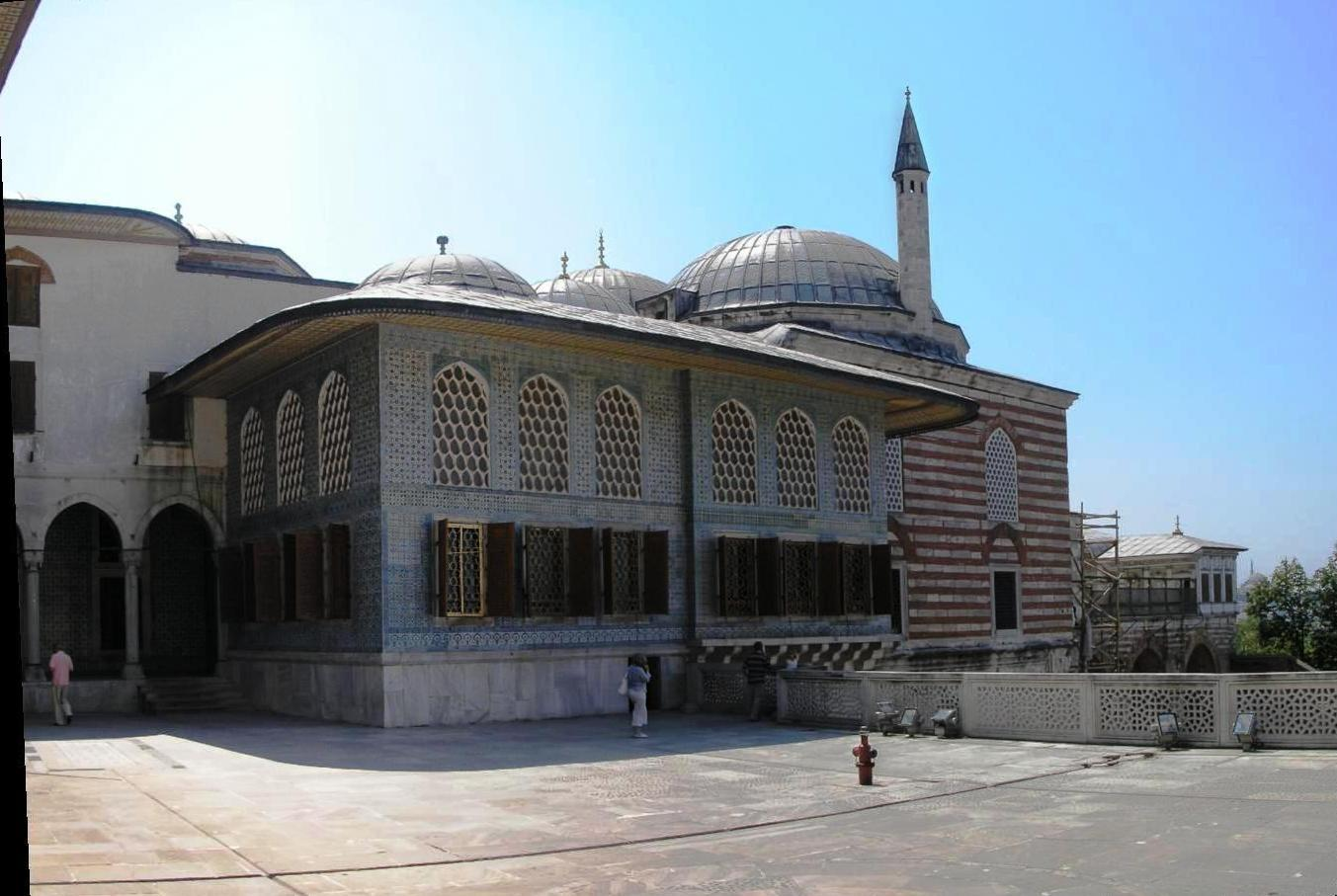
Appartements du prince héritier au palais de Topkapi.

Le kafes (en turc ottoman : قفس, littéralement « la cage ») était le pavillon du palais où vivait un prince héritier de la dynastie ottomane, complètement éloigné et exclu, de façon à empêcher toute velléité de sa part de prendre le pouvoir, comme il était si fréquent dans l'histoire de la dynastie. 

## Description
La famille du prince était généralement interdite de visite, sauf permissions du Sultan. Le prince enfermé ne devait manquer de rien en matière de services des subordonnés (nourriture, soins, éducation), mais il devait rester ainsi pour éloigner toute menace de sa prise du trône jusqu'à ce que le Sultan lui permette d'en sortir.